# كارولين ترينتيني
كارُولين أباريشيدا ترينتيني (بالبرتغالية: Caroline Aparecida Trentini‏) وتعرف أيضاً بكارُول ترينتيني (بالبرتغالية: Carol Trentini‏) وهي عارضة أزياء برازيلية ولدت في يوم 6 يوليو 1987 في بلدة بنامابي في ولاية ريو غراندي دو سول في البرازيل عملت مع المصممة أنا سوي ومع شركة غوتشي ومع المصمم أوسكار دي لا رينتا ومع مارك جاكوبس ومع دولتشي أند غابانا ومع دين و دان كاتن ومع دكني وظهرت صورها على مجلات إل - مجلة و هيلينا بازار و مجلة فوغ.

## روابط خارجية
- كارولين ترينتيني على موقع IMDb (الإنجليزية)
- كارولين ترينتيني على موقع قاعدة بيانات الفيلم (الإنجليزية)
- كارولين ترينتيني على موقع دليل عارضات الأزياء (الإنجليزية)